# DF-17
DF-17 або Дунфен-17 (спрощ.: 东风-17; традиц.: 東風-17; піньїнь: dōngfēng-17; дослівно «Східний вітер-17»; за класифікацією НАТО: CH-SS-22) — китайська балістична ракета середньої дальності сімейства ракет Дунфен.
Ракета розроблена для оснащення гіперзвуковим плануючим блоком DF-ZF.

## Розробка
15 листопада 2017 року під час випробувань DF-ZF було запущено за допомогою DF-17.
DF-17 і DF-ZF вперше офіційно продемонстрували на військовому параді з нагоди Національного дня Китаю 1 жовтня 2019 року.
Дослідження ВПС США 2020 року стверджувало, що DF-17 є першою у світі тактичною балістичною ракетою, оснащеною гіперзвуковим плануючим блоком, яка перебуває на бойовому чергуванні.

## Конструкція
DF-17 використовує ракетний прискорювач від балістичної ракети малої дальності DF-16B.
Маневровий DF-ZF складніше перехопити системам протиракетної оборони, ніж звичайну балістичну ракету, оскільки його траєкторія менш передбачувана. Удари DF-17 можуть бути спрямовані на знищення систем ППО та ПРО перед застосуванням менш живучих видів озброєння.
За словами китайських коментаторів, DF-ZF оснащений звичайною боєголовкою. Однак розвідка США вважає, що він також може нести ядерний заряд.
За даними, які надає Міжнародний інститут стратегічних досліджень, радіус дії DF-17 може досягати до 2500 км.

## Стратегічні наслідки
У березні 2020 року Міністерство оборони США запропонувало прискорити розробку звичайних гіперзвукових плануючих боєзарядів, щоб не відставати від Китаю. Колишній заступник міністра оборони США з досліджень і розробок Майкл Гріффін заявив на слуханнях у Комітеті збройних сил Палати представників, що США необхідно розробляти гіперзвукову зброю, щоб «відповідати тому, що роблять наші противники».

## Подальший розвиток
У 2020 році кілька військових аналітиків у Китаї повідомили, що проходить випробування авіаційна версія гіперзвукової ракети на основі DF-17.